# Віакамп-і-Літера
Віакамп-і-Літера (ісп. Viacamp y Litera, кат. Viacamp i Lliterà) — муніципалітет в Іспанії, у складі автономної спільноти Арагон, у провінції Уеска. Населення — 50 осіб (2009).
Муніципалітет розташований на відстані близько 410 км на північний схід від Мадрида, 85 км на схід від Уески.
На території муніципалітету розташовані такі населені пункти: (дані про населення за 2009 рік)
- Чирівета: 4 особи
- Есталь: 0 осіб
- Літера: 21 особа
- Віакамп: 23 особи

## Демографія
Динаміка населення (INE ):